# Seznam prezidentů Etiopie
Toto je seznam prezidentů Etiopie od zrušení monarchie v roce 1974. 
Do roku 1974 byli hlavami etiopského státu buď císaři, nebo jejich regenti. Převrat Dergu v září 1974 vedl k pádu císařství. Předsedové vojenské správy Derg jsou považování za faktické hlavy státu nikoliv prezidenty. To platí do ustanovení Etiopské lidově demokratické republiky. Po pádu Dergu a ustanovení prozatímní vlády byl dočasným prezidentem jmenován Meles Zenawi.
Od formálního ustanovení prezidentského úřadu v roce 1987 se zde vystřídalo celkem 8 prezidentů. Současným prezidentem země je Taye Atske Selassie zvolený federálním shromážděním 7. října 2024.

## Seznam
| Jméno                                                                   | Jméno                                | Portrét | Narození–smrt | Zvolen    | Nastoupil do úřadu                                                    | Opustil úřad                       | Politická strana (koalice)       |
| ----------------------------------------------------------------------- | ------------------------------------ | ------- | ------------- | --------- | --------------------------------------------------------------------- | ---------------------------------- | -------------------------------- |
| • Derg (Prozatímní vojenská správa socialistické Etiopie) (1974–1987) • |                                      |         |               |           |                                                                       |                                    |                                  |
| —                                                                       | Aman Mikael Andom (zastupující)      |         | 1924–1974     | —         | 12. září 1974                                                         | 17. listopadu 1974 (rezignoval)    | Armáda                           |
| —                                                                       | Mengistu Haile Mariam (zastupující)  |         | 1937–         | —         | 17. listopadu 1974                                                    | 28. listopadu 1974                 | Armáda                           |
| —                                                                       | Tafari Benti                         |         | 1921–1977     | —         | 28. listopadu 1974 (zastupující 28. listopadu 1974 – 21. března 1975) | 3. února 1977 (zabit při atentátu) | Armáda                           |
| —                                                                       | Mengistu Haile Mariam                |         | 1937–         | —         | 3. února 1977 (zastupující 3–11. února 1977)                          | 10. září 1987                      | Armáda / Dělnická strana Etiopie |
| • Etiopská lidově demokratická republika (1987–1991) •                  |                                      |         |               |           |                                                                       |                                    |                                  |
| 1                                                                       | Mengistu Haile Mariam                |         | 1937–         | 1987      | 10. září 1987                                                         | 21. května 1991 (rezignoval)       | Dělnická strana Etiopie          |
| 2                                                                       | Tesfaye Gebre Kidan (zastupující)    |         | 1935–2004     | —         | 21. května 1991                                                       | 28. května 1991 (sesazen)          | Dělnická strana Etiopie          |
| • Etiopská prozatímní vláda (1991–1995) •                               |                                      |         |               |           |                                                                       |                                    |                                  |
| 3                                                                       | Meles Zenawi (zastupující prezident) |         | 1955–2012     | —         | 27. května 1991                                                       | 22. května 1995                    | TPLF (ELRDF)                     |
| • Etiopská federativní demokratická republika (1995–současnost) •       |                                      |         |               |           |                                                                       |                                    |                                  |
| 4                                                                       | Negasso Gidada                       |         | 1943–2019     | 1995      | 22. srpna 1995                                                        | 8. října 2001                      | ODS (ELRDF)                      |
| 5                                                                       | Girma Wolde-Giorgis                  |         | 1924–2018     | 2001 2007 | 8. října 2001                                                         | 7. října 2013                      | nezávislý                        |
| 6                                                                       | Mulatu Teshome                       |         | 1955–         | 2013      | 7. října 2013                                                         | 25. října 2018                     | ODS (ELRDF)                      |
| 7                                                                       | Sahle-Work Zewdeová                  |         | 1950–         | 2018      | 25. října 2018                                                        | 7. října 2024                      | nezávislá                        |
| 8                                                                       | Taye Atske Selassie                  |         | 1956–         | 2024      | 7. října 2024                                                         | úřadující                          | nezávislý                        |